# Domenico Nordio
Domenico Nordio (n. Piove di Sacco, (Italia), 21 de marzo de 1971), considerado uno de los grandes violinista de su generación. Estudió violín con Corrado Romano y Michèle Auclair y análisis con Fabio Vacchi y conducción de orquesta con Paul Corboz. Comenzó su carrera musical a una edad temprana. A los 16 años, ganó la Competencia Internacional de Vercelli «Viotti», en la cual presidió el jurado Yehudi Menuhin. Adquirió fama internacional cuando ganó los premios Thibaud en París, el  Festival de Eurovisión de Jóvenes Músicos 1988 celebrado en Ámsterdam, Sigall en Viña del Mar y el Francescatti en Marsella. Ha conquistado numerosas salas en todo el mundo y ha participado con distintas y destacadas orquestas de Europa, Asia y Sudamérica. Nordio cuenta actualmente con una discografía extensa producida bajo los sellos de Decca y Sony Classical. Es el testimonial de "Friends of Stradivari", proyecto de la Fundación Stradivari de Cremona y es el director artístico de la Competición Internacional de Violín «Città di Brescia» que organiza la Fundación Romanini.

## Discografía
- Casella y Castelnuovo Tedesco, Violin Concertos (Sony Classical)
- Respighi, Dallapiccola y Petrassi, Violin Concertos (Sony Classical)
- Mozart, Violin Concertos (Velut Luna)
- Mendelssohn, Violin Concertos (Amadeus)
- Ysaÿe, Sonatas op.27 (Decca)
- Brahms, Sonatas for Viola and Violin (Decca)
- "Capriccio", Recital (Decca)